# FK Železiarne Podbrezová
Futbalový klub Železiarne Podbrezová är en slovakisk fotbollsklubb från Podbrezová, som grundades år 1920.

## Placering tidigare säsonger
| Säsong  | Nivå | Liga         | Placering | Referens |
| ------- | ---- | ------------ | --------- | -------- |
| 2013/14 | 2    | 2. liga      | 1         | [ 1 ]    |
| 2014/15 | 1    | Fortuna liga | 11        | [ 2 ]    |
| 2015/16 | 1    | Fortuna liga | 8         | [ 3 ]    |
| 2016/17 | 1    | Fortuna liga | 5         | [ 4 ]    |
| 2017/18 | 1    | Fortuna liga | 9         | [ 5 ]    |
| 2018/19 | 1    | Fortuna liga | 12        | [ 6 ]    |
| 2019/20 | 2    | 2. liga      | 4         | [ 7 ]    |
| 2020/21 | 2    | 2. liga      | 4         | [ 8 ]    |
| 2021/22 | 2    | 2. liga      | 1         |          |
| 2022/23 | 1    | Fortuna liga | 4         | [ 9 ]    |
| 2023/24 | 1    | Nike liga    | 6         | [ 10 ]   |

## Trupp 2019/20
Uppdaterad: 24 september 2019.
| Nr | Land      | Pos | Namn                          |
| -- | --------- | --- | ----------------------------- |
| 1  | Tjeckien  | MV  | Patrik Macej                  |
| 2  | Slovakien | F   | Miroslav Viazanko (lagkapten) |
| 3  | Slovakien | F   | Ján Mizerák                   |
| 4  | Slovakien | F   | Erik Otrísal                  |
| 5  | Slovakien | F   | Dominik Straňák               |
| 6  | Slovakien | MF  | Michal Breznaník              |
| 7  | Slovakien | MF  | Nicolas Mejri                 |
| 8  | Slovakien | MF  | Jozef Pastorek                |
| 9  | Slovakien | A   | Jakub Šulc                    |
| 10 | Slovakien | MF  | Samuel Štefánik               |
| 12 | Polen     | A   | Daniel Skiba                  |
| 14 | Slovakien | F   | Samuel Jenat                  |
| 15 | Slovakien | MF  | René Paraj                    |

| Nr | Land           | Pos | Namn                  |
| -- | -------------- | --- | --------------------- |
| 19 | Slovakien      | F   | Juraj Chvátal         |
| 20 | Slovakien      | MF  | Samuel Ďatko          |
| 21 | Slovakien      | F   | Peter Lipták          |
| 22 | Tjeckien       | F   | Jakub Hric            |
| 24 | Slovakien      | MF  | Jozef Špyrka          |
| 27 | Slovakien      | MV  | Richard Ludha         |
| 28 | Slovakien      | MV  | Ivan Rehák            |
| 29 | Slovakien      | A   | Martin Pribula        |
| 30 | Slovakien      | MF  | Roland Galčík         |
| 32 | Nordmakedonien | MF  | Kristijan Trapanovski |
| 33 | Slovakien      | A   | Matúš Marcin          |